# Neptosternus strnadi
Neptosternus strnadi är en skalbaggsart som beskrevs av Lars Hendrich och Michael Balke 1997. Neptosternus strnadi ingår i släktet Neptosternus och familjen dykare. Inga underarter finns listade i Catalogue of Life.